# 何去非
何去非（?—?），字正通，北宋浦城（今福建省浦城）人。
何去非喜谈兵学，六举进士不第。元丰五年（1082年），被任命为右班殿直、武学教授，不久升任武学博士。而且善于做文，颇受苏轼赏识，稱其對策“词理优赡，长于论兵”。元祐四年蘇軾薦為承奉郎，不事阿谀奉承。元祐五年出京擔任徐州教授。苏轼又推薦他擔任富阳县令。曾参与校定《武经七书》。有子何薳。

## 著作
- 《何博士备论》

## 参看
- 苏轼